# Chaintré
Chaintré är en kommun i departementet Saône-et-Loire i regionen Bourgogne-Franche-Comté i östra Frankrike. Kommunen ligger i kantonen La Chapelle-de-Guinchay som tillhör arrondissementet Mâcon. År 2022 hade Chaintré 564 invånare.

## Befolkningsutveckling
Antalet invånare i kommunen Chaintré
| Referens: INSEE |